# Ferocactus emoryi rectispinus
La ‘biznaga barril de espinas rectas’  (Ferocactus emoryi rectispinus) es una planta que pertenece a la familia de las cactáceas (Cactaceae) del orden Caryophyllales. La palabra Ferocactus viene del latín ‘Ferus’ salvaje y ‘cactus’ cactácea, es decir, cactáceas con espinas gruesas. La palabra ‘emoryi’ deriva por el militar norteamericano William H. Emoryi (1811-1887), y la palabra latina ‘rectispinus’ es por el latín ‘rectus’ recto y ‘spinus’ espinas, es decir, espinas rectas.

## Descripción
Es descrita como una planta simple, con tallos globosos a cilíndricos, de 40 hasta 2 m de alto y 45 cm de diámetro, verdes; presenta 21 costillas, tuberculadas, a veces espiraladas. Las areolas son largas, con espinas glandulares en una protuberancia arriba de las espinas, las espinas radiales 7 a 9, aciculares, rectas, anilladas, rojas o con manchas amarillentas; una sola espina central hasta de 25 cm de largo, similar a las radiales. Flores infundibuliformes, de 6 cm de largo, de color amarillo-claro, brácteas con margen algo ciliado. Fruto globoso a ovoide, pardo claro, con brácteas ciliadas. Semilla circular a ovalada, foveolada, de color negro.

## Distribución
Es endémica de México, distribuyéndose de la parte norte de Baja California Sur, de San Ignacio en el norte hasta el sur de Loreto.

## Hábitat
Se desarrolla desde el nivel del mar hasta los 1600 m s. n. m., en terreno quebrado rocoso de origen volcánico, asociada a matorral xerófilo.

## Estado de conservación
La subespecie Ferocactus emoryi rectispinus se propone como Amenazada (A) en el Proyecto de Modificación de la Norma Oficial Mexicana 059-2015. En la lista roja de la UICN se considera como una subespecie de Ferocactus emoryi la cual está evaluada como de Preocupación Menor (LC). En CITES se valora en el apéndice II.